# Eye of the Beholder (jogo eletrônico)
Eye of the Beholder é um jogo eletrônico RPG para PC e consoles desenvolvido pela Westwood Associates . O jogo foi publicado pela Strategic Simulations, Inc. em 1991,
 para o sistema operacional MS-DOS e posteriormente portado para Amiga, Sega CD e SNES . A versão Sega CD traz trilha sonora composta por Yuzo Koshiro e Motohiro Kawashima . Umm porte para o portátil Atari Lynx foi desenvolvido pela NuFX em 1993, mas não foi lançado. Em 2002, uma adaptação de mesmo nome foi desenvolvida pela Pronto Games para o Game Boy Advance.
O jogo tem duas sequências, Eye of the Beholder II: The Legend of Darkmoon, também lançado em 1991, e Eye of the Beholder III: Assault on Myth Drannor, lançado em 1993. O terceiro jogo, no entanto, não foi desenvolvido pela Westwood, que foi adquirida pela Virgin Interactive em 1992 e criou a série Lands of Lore .

## Trama
Os senhores da cidade de Waterdeep contratam uma equipe de aventureiros para investigar um mal vindo de baixo da cidade. Os aventureiros entram no esgoto da cidade, mas a entrada é bloqueada por um colapso causado por Xanathar, o beholder. A equipe desce ainda mais abaixo da cidade, passando por clãs de Anões e Drows, até o covil de Xanathart, onde se dá o confronto final.
Uma vez que o beholder for derrotado, será mostrada ao jogador uma pequena janela azul dizendo que o beholder foi morto e os aventureiros retornaram à superfície da cidade onde eles foram tratados como heróis. Nada mais foi mencionado no final e não houve nenhum elemento gráfico que acompanhasse o final do jogo. Isso foi alterado na versão lançada para Amiga posteriormente, que apresentava uma animação no encerramento.

## Gameplay
Eye of the Beholder apresenta uma perspectiva em primeira pessoa em uma masmorra tridimensional, muito semelhante ao anterior Dungeon Master. O jogador controla quatro personagens, inicialmente, usando uma interface clicável interativa (point-and-click) para lutar contra monstros. Isso pode ser aumentado para um máximo de seis personagens, ressuscitando um ou mais esqueletos de NPCs ou encontrando NPCs nas masmorras.
A possibilidade de aumentar o tamanho do grupo do jogador através do recrutamento de NPCs foi uma tradição em toda a série Eye of the Beholder . Também era possível importar um grupo de Eye of the Beholder para The Legend of Darkmoon ou de The Legend of Darkmoon para Assault on Myth Drannor ; assim, um jogador pode jogar todos os três jogos com o mesmo grupo.

## Desenvolvimento
Os gráficos para a versão MS-DOS foram criados usando o Deluxe Paint . Existem mais de 150 efeitos sonoros Adlib no áudio do jogo.

## Recepção

### Recepção critica
Eye of the Beholder foi analisado em 1991 no Dragon # 171 por Hartley, Patricia e Kirk Lesser na coluna "The Role of Computers", que deu 5 de 5 estrelas.  Foi o número 1 na lista da Software Publishers Association dos melhores jogos do MS-DOS em abril de 1991, o último jogo SSI D&D a atingir a classificação. Dennis Owens, da Computer Gaming World, o definiu como "um CRPG 3-D deslumbrante, com gráficos brilhantes e dolorosamente complicado". A revista afirmou que os gráficos em VGA e o áudio de placa de som do jogo finalmente deram aos proprietários de PCs IBM um jogo semelhante ao Dungeon Master . Scorpia, outra crítica da revista, foi menos positiva. Embora também elogiasse os gráficos e o áudio, afirmando que eles "realmente dão a sensação de estar em uma masmorra de verdade", ela criticou a estranha interface de uso de feitiços, bem como o final abrupto e "ultrajante" do jogo. Outras áreas que precisavam de trabalho incluíam combate, enredo e interação com NPCs; no entanto, ela esperava que com tais melhorias "a série Legend se tornasse uma das líderes no campo CRPG". Em 1993, Scorpia chamou o jogo de "um primeiro passo impressionante e um bom presságio para o futuro".
The One deu à versão para Amiga de Eye of the Beholder uma pontuação geral de 92%, comparando-a fortemente com Dungeon Master, afirmando que "comparações com o clássico [antigo] - Dungeon Master - são inevitáveis. Quando dois jogos são parecidos, até mesmo seus programadores teriam dificuldade em diferenciá-los." The One elogia a jogabilidade de Eye of the Beholder, afirmando que "em contraste com os títulos AD&D anteriores, há mais ênfase na resolução de quebra-cabeças do que no combate - uma mudança revigorante. . . O combate também é extremamente bem elaborado, as regras de feitiços e 'armas de longo alcance' são todas fiéis ao jogo original. . . A jogabilidade funciona maravilhosamente, evocando tanto o espírito quanto a atmosfera de quando você joga [AD&D de mesa]." Apesar disso, The One expressa que Eye of the Beholder está no mesmo nível de Dungeon Master e Chaos Strikes Back, mas afirma que Eye of the Beholder ainda é "uma compra essencial para os seguidores da série AD&D".
Definindo o jogo como "um sonho que se torna realidade" para os fãs de Dungeons & Dragons, a Electronic Gaming Monthly deu à versão Super Nintendo uma nota 6,2 de 10, elogiando seus gráficos 3D e a variedade de personagens.  Eles deram à versão do Sega CD uma nota 7,2 de 10, desta vez elogiando a capacidade de criar personagens personalizados, mas criticando o áudio. Eles também comentaram que o jogo tem uma curva de aprendizado difícil.  Durante a análise da versão do Sega CD, a Computer and Video Games disse que "não é tão bom quanto Snatcher, mas sem dúvida um RPG altamente competente".
De acordo com a GameSpy em 2004, apesar dos problemas no primeiro Eye of the Beholder, "a maioria dos jogadores achou que o jogo vale o esforço". A IGN classificou Eye of the Beholder em 8º lugar em sua lista dos "11 melhores jogos de Dungeons & Dragons de todos os tempos" em 2014. Ian Williams, da Paste, classificou o jogo em 8º lugar em sua lista dos "10 melhores videogames de Dungeons and Dragons" em 2015. Em 1991, o PC Format colocou Eye of the Beholder em sua lista dos 50 melhores jogos de computador de todos os tempos. Os editores o chamaram de "brincadeira clássica em masmorras lidando com monstros, quebra-cabeças, armadilhas e coisas míticas".

### Desempenho comercial
A SSI vendeu 129.234 cópias de Eye of the Beholder . Em meados de 1991, mais de 150.000 cópias foram vendidas em todo o mundo. A série Eye of the Beholder em geral, incluindo as duas sequências do jogo, alcançou vendas globais acima de 350.000 unidades em 1996.

### Promoção
Em janeiro de 1991, a SSI participou do concurso melhor anúncio na Computer Gaming World e sua arte de capa para Eye of the Beholder ficou em primeiro lugar entre os leitores votantes, apesar da objeção do editor da revista à peça. De fevereiro a outubro de 1991, a SSI iniciou o concurso "Beholder Bonus", que exigia que os jogadores encontrassem um recurso de bônus (easter egg) em cada nível do jogo, indicado por uma mensagem na tela. Os primeiros 50 jogadores de PC e 50 jogadores de Amiga a descobrir todos os 12 recursos ganhariam 100 dólares em prêmios.

## Legado

### Sequências
Houve duas sequências: Eye of the Beholder II: The Legend of Darkmoon usou uma versão modificada da engine do primeiro jogo, adicionou áreas externas e aumentou consideravelmente a quantidade de interação do jogador com o ambiente, juntamente com mais aspectos de interpretação de personagem (roleplaying) para o jogo.
Eye of the Beholder III: Assault on Myth Drannor não foi desenvolvido por Westwood, o desenvolvedor de Eye of the Beholder e The Legend of Darkmoon, mas sim internamente pela editora SSI.
Eye of the Beholder Trilogy (1995, SSI) foi um relançamento de todos os três jogos para MS-DOS em CD-ROM. A Interplay lançou os três jogos junto com vários outros jogos de AD&D DOS em duas coleções de CDs: The Forgotten Realms Archives (1997) e Gamefest: Forgotten Realms Classics (2001).

### Jogos relacionados
Vários módulos para Neverwinter Nights (2002) foram criados por fãs como remakes do jogo Eye of the Beholder original. Uma equipe de desenvolvedores de jogos independentes liderada por Andreas Larsson fez uma conversão do jogo para o Commodore 64 disponível gratuitamente como uma imagem de cartucho.